# Yona Friedman

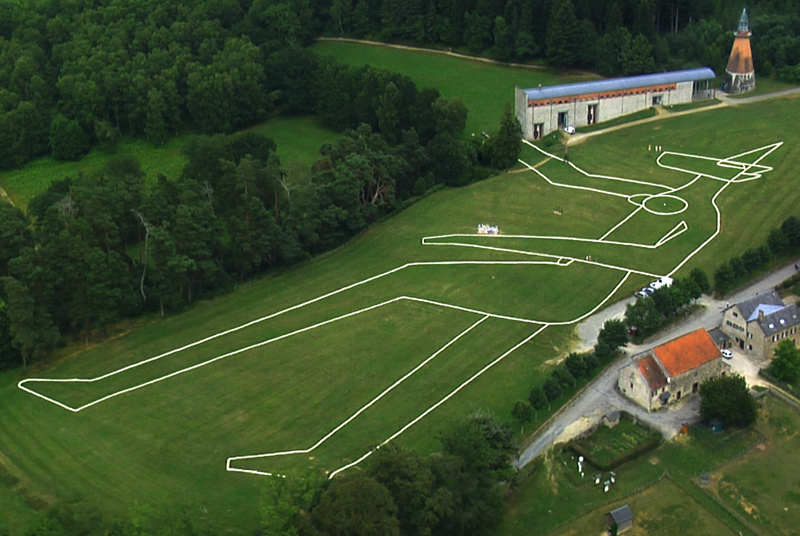
Balkis Island (Yona Friedman und Jean-Baptiste Decavèle 2008)

Yona Friedman (* 5. Juni 1923 in Budapest als Janos Antal Friedman; † 14. Dezember 2019) war ein französischer Architekt und Stadtplaner. Er war bekannt für seine Theorie der mobilen Architektur und sein räumliches Stadtprojekt. In den späten 1950er und frühen 1960er Jahren war er eine der einflussreichsten Persönlichkeiten in der Architektur.

## Leben und Wirken
Friedman, in einer jüdischen Familie in Budapest geboren, überlebte den Zweiten Weltkrieg, die jüdische Verfolgung und die Flucht nach Palästina und Israel. Er studierte zunächst an der Palatin-Josef-Universität für Technik und Wirtschaftswissenschaften, beendete dann sein Architekturstudium bei Konrad Wachsmann am Technion – Israel Institute of Technology in Haifa. Er lebte, lernte und arbeitete zwischen 1945 und 1957 im Kibbutz Kfar Glikson in Palästina, dann in Haifa. 1957 zog er auf Einladung von Jean Prouvé nach Paris und wurde 1966 französischer Staatsbürger. Er lehrte in den 1960er Jahren unter anderem am Massachusetts Institute of Technology, an der Columbia University, an der Harvard University sowie an der Princeton University und war Berater der United Nations und UNESCO.
Seine Arbeiten umfassen städteplanerische Modelle, theoretische Texte, Film, Animationsfilm. Bedeutende Ausstellungen umfassen mehrere Kunstbiennalen (u. a. Shanghai, Venedig) und die documenta 11 2002 in Kassel, wo Zeichnungen und Modelle zu sehen waren. Er publizierte über 500 Artikel und mehrere Bücher.
1956 veröffentlichte er auf dem X. Congrès Internationaux d’Architecture Moderne (CIAM) in Dubrovnik erstmals sein „Manifeste de l'architecture mobile“, dass das aktuelle architektonische Design und Städtebau definitiv in Frage stellte. 1958 veröffentlichte er das Manifest „L'Architecture Mobile“, das zugleich als Gründungsdokument der „Groupe d'étude d'architecture mobile (GEAM)“ anzusehen ist, und entwickelte Raumstadtkonzepte wie „La Ville Spatiale“. Die Ideen dieser Manifeste waren visionär und seiner Zeit weit voraus; die Megastrukturen über bestehende Städte, in denen die Bewohner der Zukunft ihre Lebensumwelt flexibel gestalten sollten, beschäftigten Generationen von Architekten und Stadtplanern. Zusammen mit Ionel Schein, Walter Jonas und anderen gründete er 1965 die „Groupe International d’Architecture Prospective (GIAP)“.
Laut dem Fichier des personnes décédées starb Friedman am 14. Dezember 2019 im Alter von 96 Jahren in den USA. Sein Tod wurde erst am 21. Februar 2020 der Öffentlichkeit bekannt, sodass verschiedentlich publiziert ist, dass er am 20. oder 21. Februar 2020 in Paris gestorben sei. Er war in erster Ehe bis 1953 verheiratet mit Erella Schneerson, aus der Ehe stammte eine Tochter. 1967 heiratete er die Filmeditorin Denise Charvein, die 2007 verstarb; aus der Ehe stammte ebenfalls eine Tochter.

## Auszeichnungen (Auswahl)
- 1962: Goldener Löwe bei den Filmfestspielen von Venedig in der Rubrik Animierte Kurzfilme für den Film African Tales, zusammen mit Denise Charvein[5][6]
- 2018: Friedrich-Kiesler-Preis[7][8]

## Projekte
- 1953: „Cylindrical Shelters“, Vorschlag für Bauten für Immigranten
- 1957/58: "Span-Over Blocks", Projekt für eine aufgeständerte Stadtstruktur (Teil des Manifestes "L'Architecture Mobile")
- 1958: „Cabins for the Sahara“, Vorschlag für ein Wohnprojekt in Nordafrika
- 1959: "Paris Spatial", Projekt für eine Raumstruktur über Paris
- 1963: "Seven Bridge Towns to link Four Continents", Projekt für Brückenstädte, u. a. in Gibraltar, über den Suezkanal und den Ärmelkanal
- 1963: "Bridge Town over the English Channel", detaillierteres Projekt (mit Eckhard Schulze-Fielitz) im Kontext der damaligen Kanaltunneldiskussion
- 1980: „Manilla Squatter Settlement“, Vorschlag zum Eigenbau von Wohnungen in städtischen Elendsvierteln
- 1989: La Villette Science Museum, Paris, Pavilion of Simple Hydrotechnology zusammen mit Eda Schaur
- 1992: Wohnprojekt für Obdachlose in Paris
- 1994: Projekt Haram es Sharif, Jerusalem: „Dachstruktur“

## Schriften
- Mobile architecture, 1958
- Toward a Scientific Architecture. MIT Press 1975, ISBN 0-262-56019-4
- Meine Fibel. Vieweg 1982, ISBN 3-528-08856-7
- Machbare Utopien. Absage an geläufige Zukunftsmodelle. Fischer 1983, ISBN 3-596-24018-2
- Yona Friedman. Structures serving the unpredictable, 1999
- Yona Friedman. Pro Domo. ACTAR D (Barcelona) 2006, ISBN 84-96540-51-0
- Yona Friedman Drawings and models, 2010
- Yona Friedman. The Dilution of Architecture, 2015